# Dżugdżur
Dżugdżur (ros. Джугджу́р) – łańcuch górski w azjatyckiej części Rosji, w Kraju Chabarowskim. Ciągnie się wygiętym łukiem wzdłuż brzegów Morza Ochockiego i jest północno-wschodnim przedłużeniem Pasma Stanowego. W północno-zachodniej części graniczy z pasmem Sette-Daban.
Jego długość wynosi około 700 km. Najwyższy szczyt – Topko ma wysokość 1906 m n.p.m..
Składa się z kilku równoległych pasm. Na północny zachód od pasma głównego ciągnie się pasmo Mikczangra, a na południowy wschód (wzdłuż brzegu Morza Ochockiego) pasma: Nadbrzeżne i Ulińskie. Góry poprzecinane są głębokimi dolinami rzek.
W południowo-zachodniej części góry tworzone są przez gnejsy i granity, w północno-wschodniej przeważają łupki i wapienie.
Do wysokości 1300 m n.p.m. tajga modrzewiowa, wyżej zarośla limby i tundra górska.
Dział wodny zlewisk Morza Ochockiego i Morza Łaptiewów.
Zimny klimat monsunowy.
Duży fragment gór zajmuje Rezerwat Dżugdżurski.

## Dżugdżur w fikcji
- Z Dżugdżuru pochodzi postać Grubego (ang. Heavy Weapons Guy), jednego z bohaterów gry komputerowej Team Fortress 2[5].